# Stomaphis cupressi
Stomaphis cupressi är en insektsart. Stomaphis cupressi ingår i släktet Stomaphis och familjen långrörsbladlöss.

## Underarter
Arten delas in i följande underarter:
- S. c. cupressi
- S. c. caucasica